# Шезери-Форан
Шезери́-Фора́н (фр. Chézery-Forens) — коммуна во Франции, находится в регионе Рона — Альпы. Департамент — Эн. Входит в состав кантона Коллонж. Округ коммуны — Жекс.
Код INSEE коммуны — 01104.

## География
Коммуна расположена приблизительно в 400 км к юго-востоку от Парижа, в 95 км северо-восточнее Лиона, в 50 км к востоку от Бурк-ан-Бреса.
По территории коммуны протекает река Вальсерин. Большая часть площади коммуны покрыта лесами.

## Климат
Климат полуконтинентальный с холодной зимой и тёплым летом. Дожди бывают нечасто, в основном летом.

## Население
Население коммуны на 2010 год составляло 434 человека.
| 1962 | 1968 | 1975 | 1982 | 1990 | 1999 | 2010 |
| ---- | ---- | ---- | ---- | ---- | ---- | ---- |
| 414  | 436  | 362  | 337  | 357  | 367  | 434  |

## Администрация
| Период | Период | Фамилия        | Партия | Примечания |
| ------ | ------ | -------------- | ------ | ---------- |
| 1995   | 2001   | Жорж Мермиллон |        |            |
| 2001   | 2014   | Жан Барра      |        |            |

## Экономика
В 2010 году среди 267 человек трудоспособного возраста (15—64 лет) 214 были экономически активными, 53 — неактивными (показатель активности — 80,1 %, в 1999 году было 77,5 %). Из 214 активных жителей работали 204 человека (112 мужчин и 92 женщины), безработных было 10 (6 мужчин и 4 женщины). Среди 53 неактивных 13 человек были учениками или студентами, 25 — пенсионерами, 15 были неактивными по другим причинам.

## Достопримечательности
- Пограничный столб на границе между Франш-Конте и Бюже (1613 год). Исторический памятник с 1926 года.[4]

## Фотогалерея

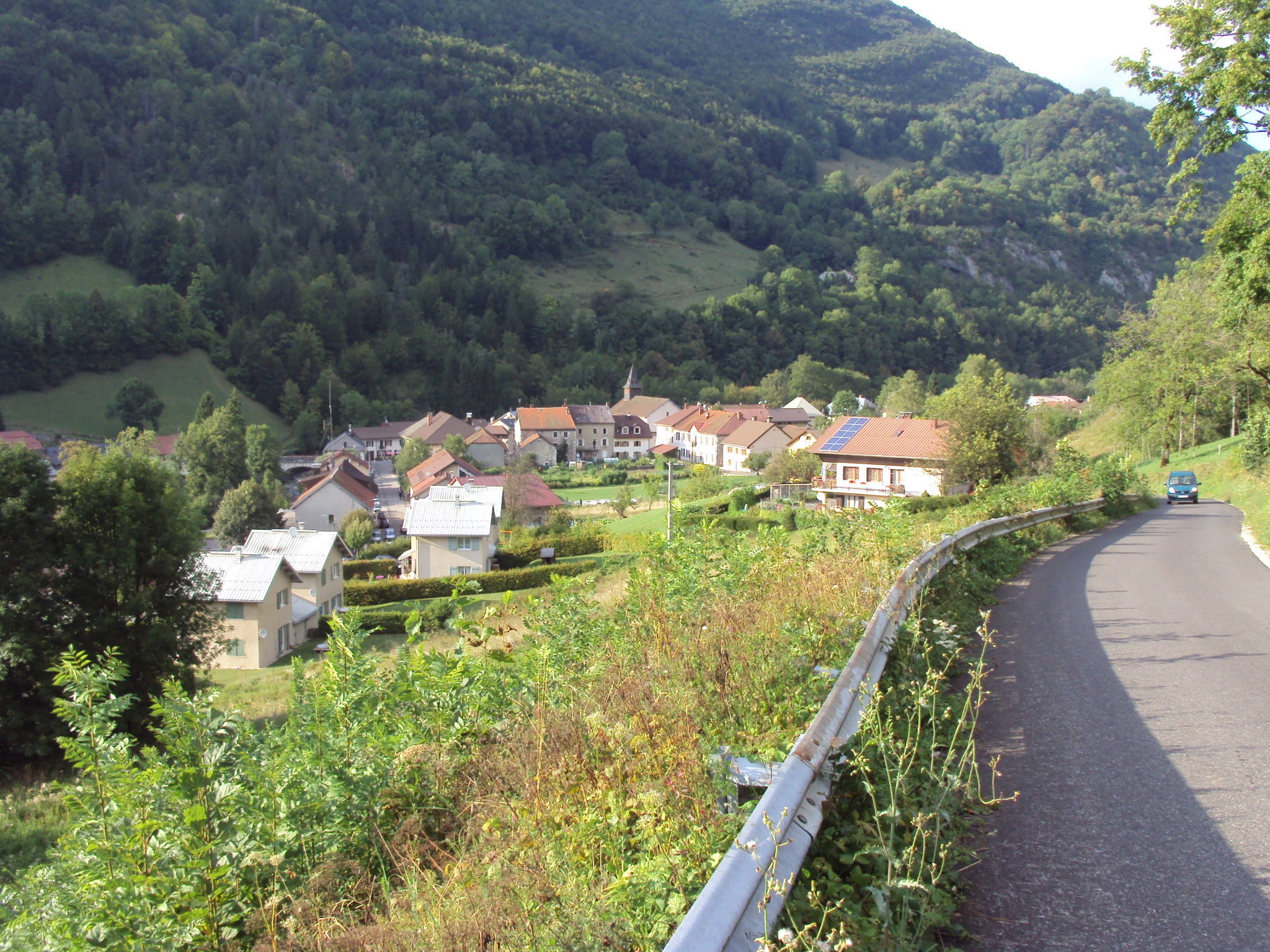
Шезери-Форан
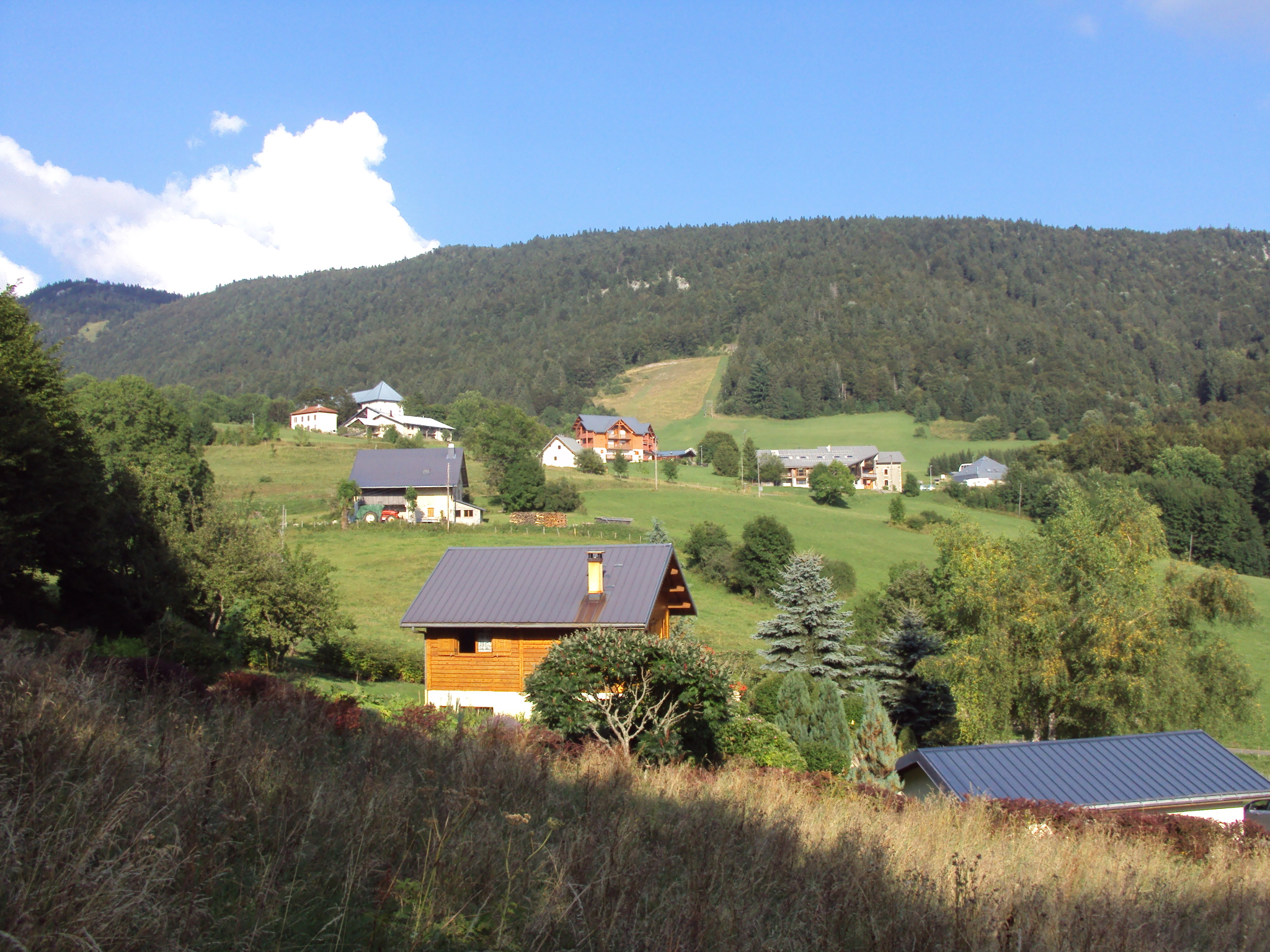
Шезери-Форан
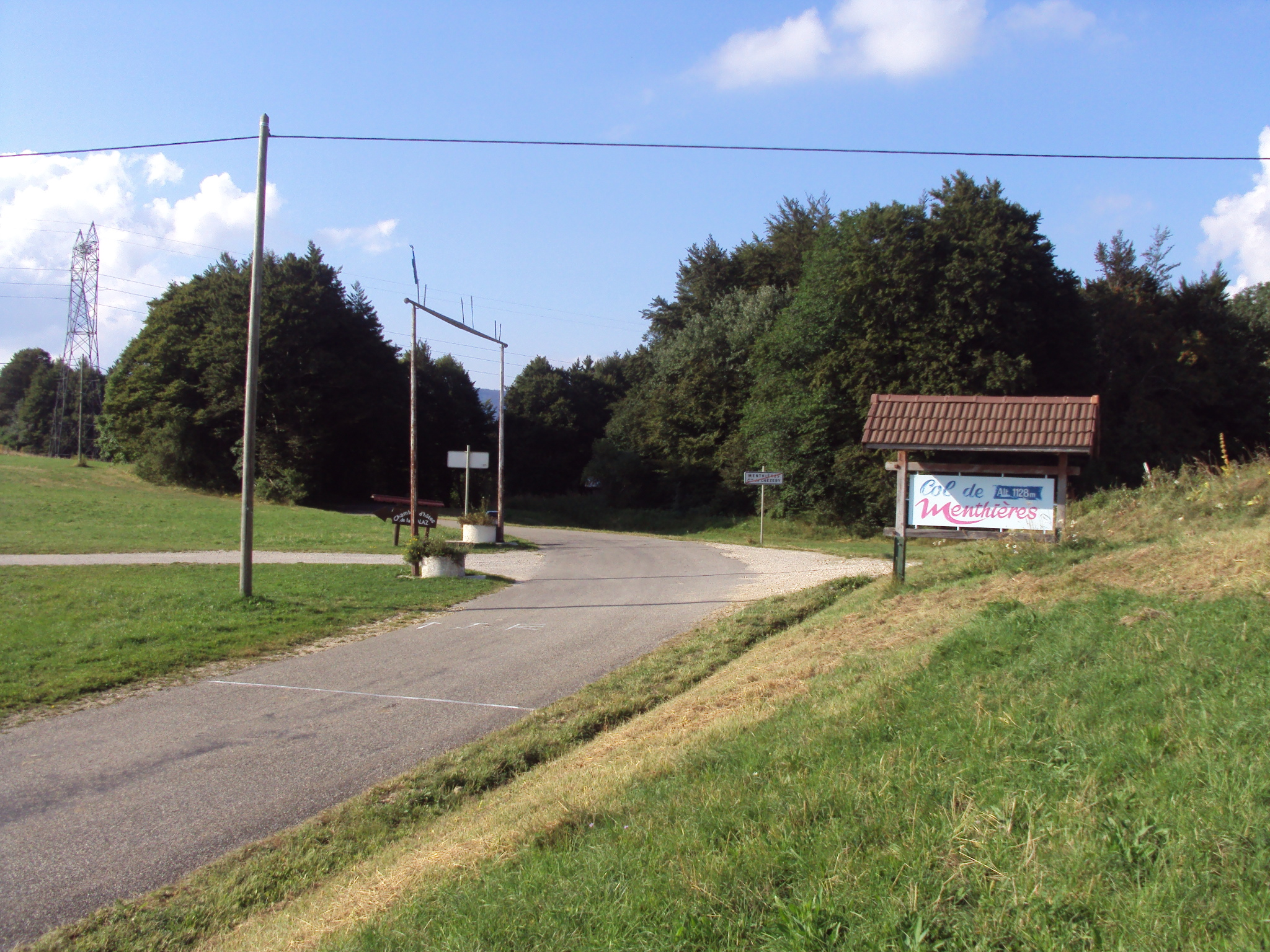
Перевал Ментьер
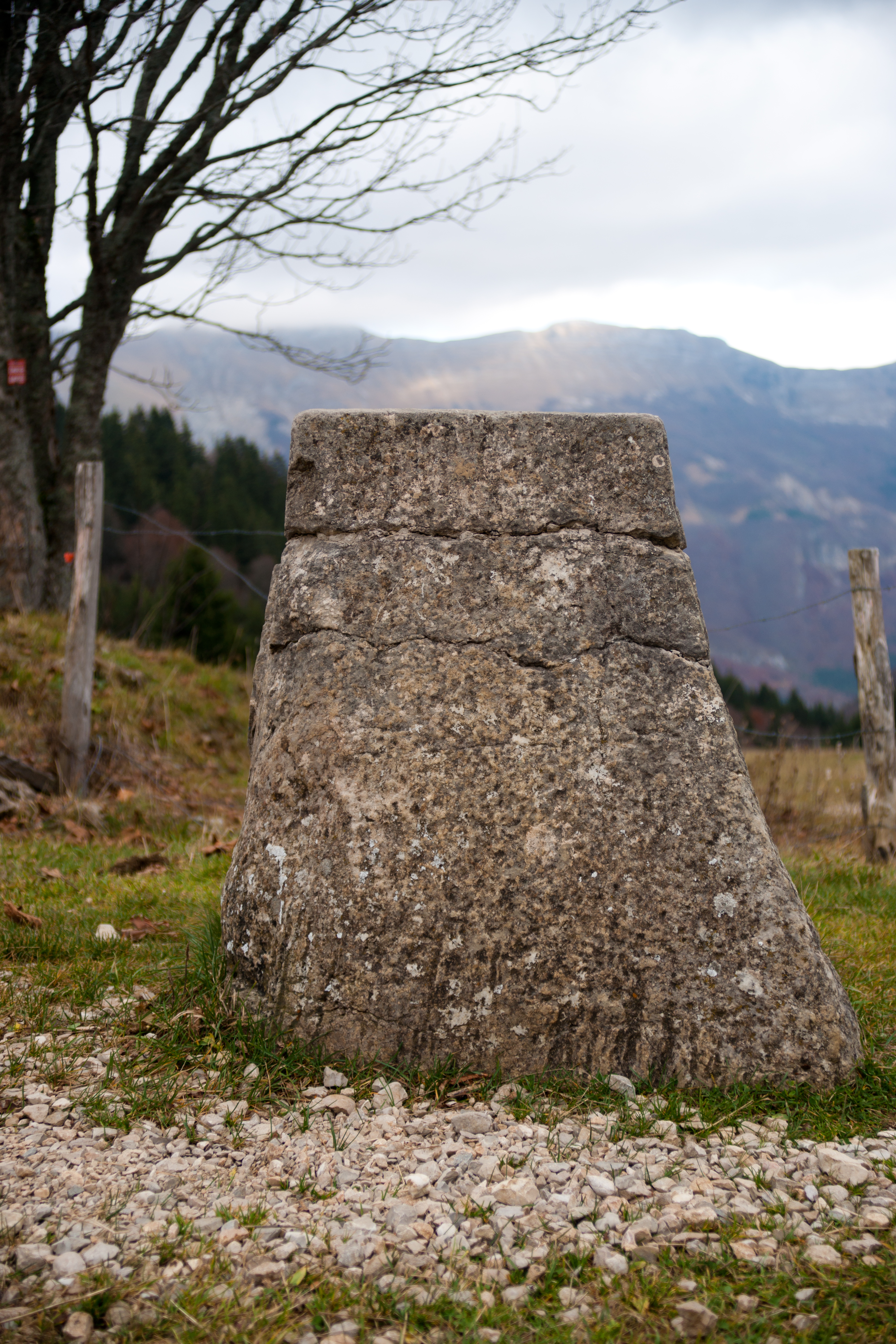
Пограничный столб